# Lhung Gelumpang
Lhung Gelumpang is een bestuurslaag in het regentschap Aceh Barat Daya van de provincie Atjeh, Indonesië. Lhung Gelumpang telt 199 inwoners (volkstelling 2010).